# Дюпюитрен, Гийом
Гийо́м Дюпюитре́н (фр. Guillaume Dupuytren) (5 октября 1777, деревня Пьер-Бюфье около Лиможа, департамент Верхняя Вьенна Франция — 8 февраля 1835, Париж, Франция) — выдающийся французский врач, военный хирург, анатом, учёный, педагог, лейб-хирург французского короля Людовика XVIII (1823), барон, меценат.

Член Парижской Академии наук (1825) и Медицинской академии (1820).

## Биография
Родился в семье бедного адвоката. Учился снaчaлa в Коллеж в гoрoдe Маняк-Лаваль a в возрасте 12 лет пошёл в школу в Париже за счёт средств знакомого кавалерийского офицера. После окончания школы хотел пойти в армию, однако отец настоял на поступлении в 1793 году в медико-хирургическую школу больницы святителя Алексея в Лиможе. Недолго проучившись в этой школе, в возрасте 16 лет уехал в Париж, где продолжил образование в университете. Посещал занятия в Шарите, Сальпетриер, Эколь де Санте, и .

В 1794 году получил должность прозектора в Эколь де Санте, где слушал лекции по анатомии, и был в курсе всех вскрытий в медицинской школе.

В 1797 году, когда окончил университет, он уже привлек внимание медицинского сообщества в Париже.

В 1801 году он был назначен руководителем анатомических исследований и вскоре написал монографию по патологической анатомии на основе результатов вскрытия умерших.

Читал курс патологии с Рене Лаэннеком (1781—1826) в качестве помощников, причём с ним сложились плохие отношения.

Получение докторской степени Парижского университета было отложено до 1803 года, в связи с действиями революционного правительства по отношению к университетам.

После квалификации преподавал анатомию и в возрасте 25 лет, по конкурсу был назначен вторым хирургом в Отель-Дьё, где он стал полноправным сотрудником главного хирурга и его заместителем — в 1808 году.

В Отель-Дьё сразу же начал ожесточенную борьбу со своим руководителем, Филиппом Жаном Пелетaном (1747—1829).

В 1812 году — заведующий кафедрой оперативной хирургии медицинского факультета Парижского университета.

В 1815 году — руководитель клиники Отель-Дьё, которым оставался более двадцати лет.

В это время Отель-Дьё заняла лидирующую позицию среди больниц Европы.

В 1833 году перенёс инсульт и с тех пор стал инвалидом.

В 1834 году уволился из Отель-Дьё, после более чем 30 лет непрерывной службы. Посетил с визитом Италию. По возвращении он возобновил свою работу в качестве врача, но его здоровье ухудшилось, и он умер в Париже два года спустя, в возрасте 58 лет от эмпиемы плевры.

Похоронен на кладбище Пер-Лашез в Париже.
В числе его учеников Огюст Нелатон.

## Научная деятельность
Дюпюитрен любил писать и много записей его лекций и исследований было опубликовано его учениками и помощниками.
В 1832 году Дюпюитрен опубликовал «Лекции по клинической хирургии» в 4-х томах. Для современной хирургии эти уроки были бесценны. Они состоят из докладов, охватывающих весь хирургический день, часто расположенных казуистически с анамнезом, патологической анатомией, дифференциальной диагностикой, лечением, течением послеоперационного периода, а также несчастными случаями с результатами вскрытия. Дюпюитрен может считаться хирургом широкого профиля: он оперировал как травматических больных (в том числе запущенные случаи повреждений), больных с желудочно-кишечными заболеваниями, так и гинекологических больных.
Кроме лекций, Дюпюитрен внёс свой научный вклад в хирургию тем, что описал:
- Абсцесс Дюпюитрена — абсцесс клетчатки малого таза, расположенный на его боковой стенке с вовлечением широкой связки матки и паховой связки; возникает как осложнение параметрита;
- Флегмона Дюпюитрена — флегмона в передней части шеи;
- Контрактура Дюпюитрена — постепенно развивающаяся сгибательная контрактура одного или нескольких пальцев руки, чаще всего поражается 4-й, реже 5-й, 3-й и 2-й палец; обусловленная фиброзным перерождением ладонного апоневроза. Правая рука затрагивается чаще. Возникает преимущественно у мужчин северного европейского происхождения, как правило, в возрасте от 40 до 60 лет. Встречается и у женщин. В редких случаях, подобные контрактуры могут возникнуть на подошвенной фасции стопы. Причина заболевания остается неизвестной. Из причин отдают предпочтение наследственному фактору с вероятным аутосомно-доминантным наследованием, дисбалансу воспалительно/противовоспалительной и иммунной систем. Способствующими факторами считают остеохондроз шейного отдела позвоночника, курение, физическую работу с нагрузкой на кисти, интоксикацию. Консервативное лечение не эффективно.

Это заболевание впервые упоминается швейцарским врачом Феликсом Платтером (1536—1614), работавшим в Базеле.
- Перелом Дюпюитрена — сочетанный перелом медиальной лодыжки, латеральной лодыжки на 5-7 см выше её нижнего края и заднего края суставной поверхности большеберцовой кости, возникающий при резком повороте стопы кнаружи;
- Переломовывих Дюпюитрена — сочетание перелома Дюпюитрена с разрывом межберцового сочленения, расхождением берцовых костей и подвывихом стопы кнаружи, возникающий при резком повороте стопы кнаружи;
- Симптом Дюпюитрена — ощущение хруста при надавливании на выбухающую костную стенку альвеолярного отростка или на челюсть, возникающую при корневой или фолликулярной зубной кисте и при некоторых доброкачественных опухолях челюсти.

Дюпюитрен разработал и предложил:
- Перевязка Дюпюитрена — металлическая шина для фиксации перелома кости в различном положении, используется только для транспортировки;
- Метод кольпопоэза Дюпюитрена — хирургическая операция при аплазии влагалища, заключающаяся в создании на его месте хода для оттока менструальной крови;
- Операция Дюпюитрена — 1.) хирургическая операция при контрактуре Дюпюитрена, заключающаяся в полном удалении ладонного апоневроза с иссечением дегенеративно изменённых участков кожи ладони; 2.) хирургическая операция продольного рассечения вросшего ногтя на две половины с последующем удалением каждой половины;
- Энтеротриб Дюпюитрена — инструмент для раздавливания шпоры[7] при закрытии наружного кишечного свища;
- Зажим Дюпюитрена (Дюпюитрена — Блазиуса) — безбраншевый эластичный зажим для кишки.

Эрнст Блазиус (1802—1875) — немецкий хирург и офтальмолог, профессор медицинского факультета Галле-Виттенбергского университета.

## Научные работы
В иностранной литературе встречается немного ссылок на научные работы Дюпюитрена. Основную часть научного вклада Дюпюитрена опубликовали ученики.
- G. Dupuytren. Abcés developpé dans le petit bassin.

Revue médicale française et étrangère, Paris, 1829; 1: 367—368.
- G. Dupuytren. De la rétraction des doigts par suite d’une affection de l’aponévrose palmaire, opération chirurgicale qui convient dans ce cas.

Journal universel et hebdomadaire de médecine et de chirurgie pratiques et des institutions médicales, Paris, 1831, 2nd series; 5: 352—365.
- G. Dupuytren. Leçons orales de clinique chirurgicale faites á l’Hôtel-Dieu de Paris, t. 1‒6, P., 1832‒34;
- G. Dupuytren. Mémoires sur une maniére nouvelle de pratiquer I’opération de la pierre, P., 1836.

## Память
Именем Дюпюитрена названа улица в 6-м округе Парижа в 1851 году.

## Интересные факты
- Гийом Дюпюитрен вошёл в историю медицины, как богатейший врач всех времён, заработавший свои миллионы на приёме больных. В расцвете сил Дюпюитрен принимал 10 000 пациентов в год и стал очень богат. Хотя он был известен своей скупостью, когда Карл Х был свергнут и нужны были деньги, Дюпюитрен предложил ему миллион франков, заявив, что у него есть ещё миллион для своей дочери и третий миллион — на старость. Король, однако, отклонил предложение врача.
- Дюпюитрен завещал 200 000 франков медицинскому факультету Парижского университета. Эти деньги послужили основой организации кафедры патологической анатомии и анатомического музея, который носит его имя — Музей Дюпюитрена.
- Дюпюитрену за медицинские и научные заслуги французским королём Людовиком XVIII был присвоен титул барона. Дюпюитрен стал лейб-хирургом короля. Карл Х также не обделил вниманием Дюпюитрена, назначив его первым хирургом Франции. Карл Х мог убедиться в искусстве хирурга на собственном опыте — Дюпюитрен оперировал короля по поводу катаракты.
- Когда 8 февраля 1835 года Дюпюитрен лежал на смертном одре, умирая от гнойного скопления в грудной клетке, друзья-хирурги предложили ему сделать операцию. "Великий хирург Франции, хирург, решившийся впервые вонзить нож в мозг живому человеку для извлечения из него гноя, — писал Н. В. Склифосовский, — этот лучший представитель медицинских знаний своего времени, с грустной улыбкой ответил: «Я скорее предпочту умереть от руки Бога, чем от руки врача»[8].

## Примечание
1. 1 2 3  www.accademiadellescienze.it (итал.)
2. 1 2  Annuaire prosopographique : la France savante / под ред. B. Delmas, Р. Матис — 2009.
3. ↑  Baron Guillaume Dupuytren // Who Named It? (англ.)
4. ↑  Guillaume, Baron Dupuytren // Encyclopædia Britannica (англ.)
5. ↑  Дюпюитрен Гийом // Большая советская энциклопедия: [в 30 т.] — 3-е изд. — М.: Советская энциклопедия, 1969.
6. ↑  Mathematics Genealogy Project (англ.) — 1997.
7. ↑  Складка кишечной стенки, возникает как послеоперационное осложнение.
8. ↑  Гийом Дюпюитрен. Дата обращения: 28 марта 2012. Архивировано 29 октября 2013 года.